# S Virginis
S Virginis är en pulserande variabel av Mira Ceti-typ i stjärnbilden Jungfrun. 
Stjärnan varierar mellan magnitud +6,3 och 13,2 med en period av 375,1 dygn.